# Stylocoeniella nikei
Stylocoeniella nikei är en korallart som beskrevs av Benzoni och Marcel Pichon 2004. Stylocoeniella nikei ingår i släktet Stylocoeniella och familjen Astrocoeniidae. Inga underarter finns listade i Catalogue of Life.